# 島村信政

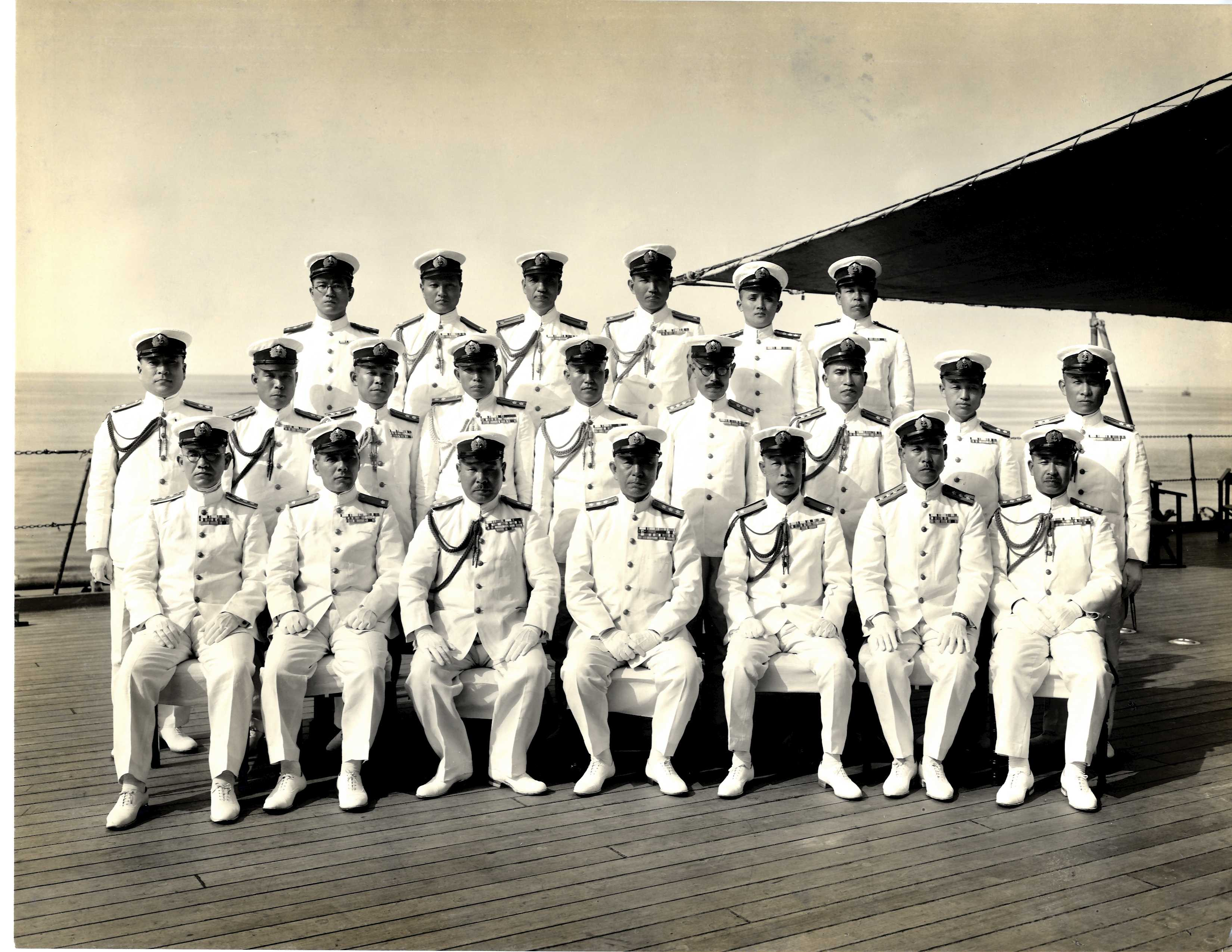
中列右から2人目　（連合艦隊旗艦　戦艦「武蔵」）

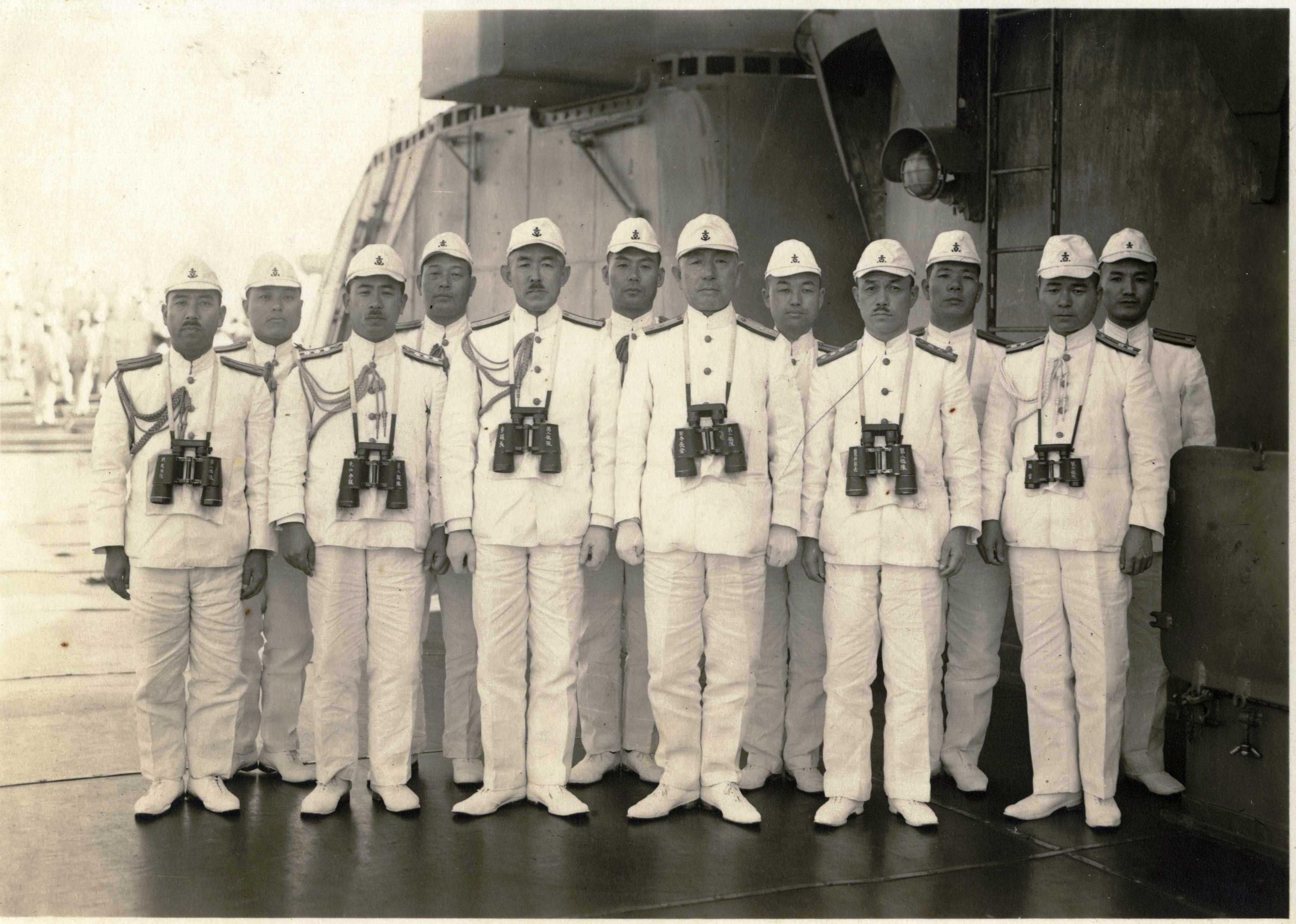
後列右から3人目　（第二艦隊旗艦　重巡「鳥海」）

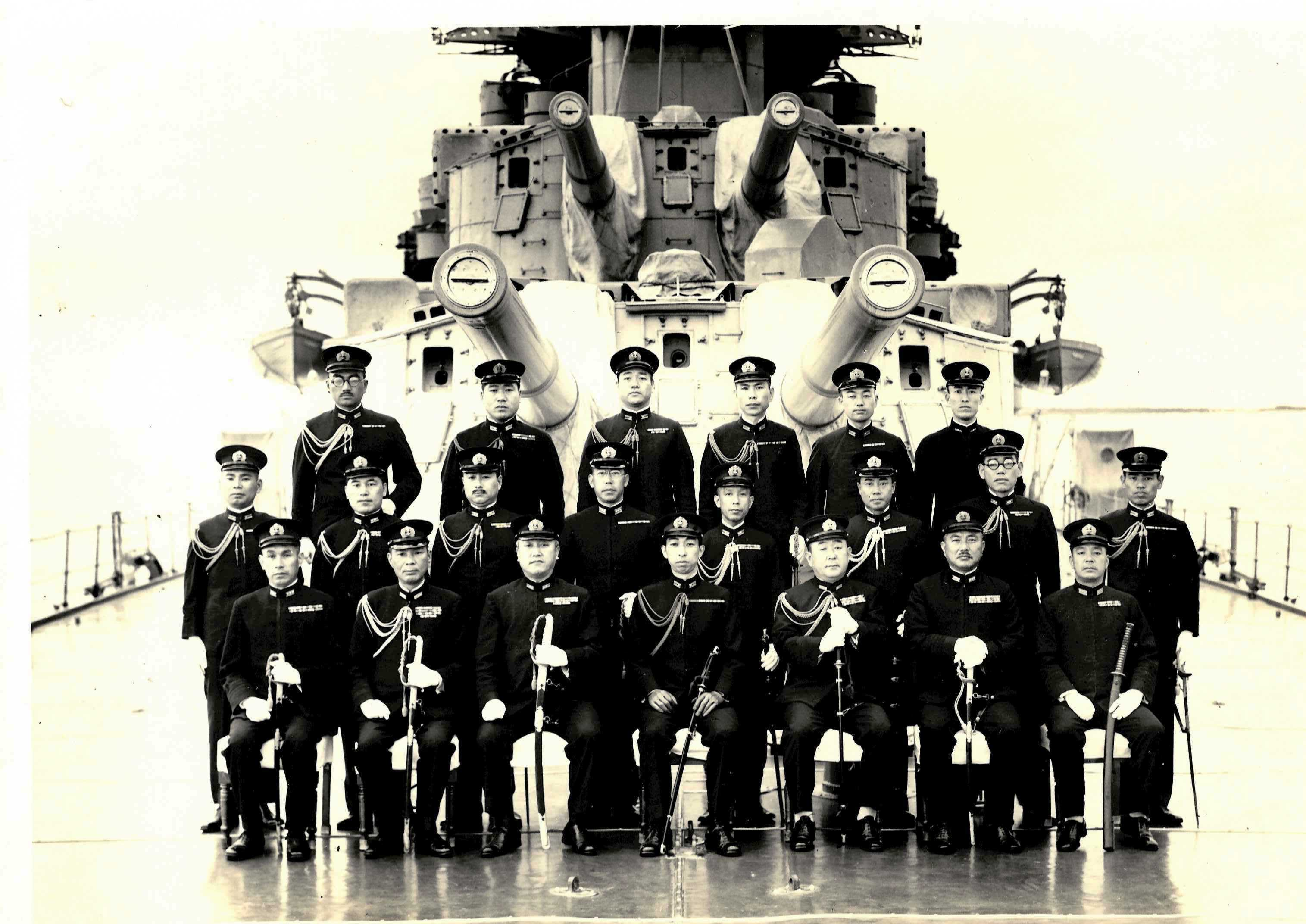
後列右から2人目　（第五艦隊旗艦　重巡「妙高」）

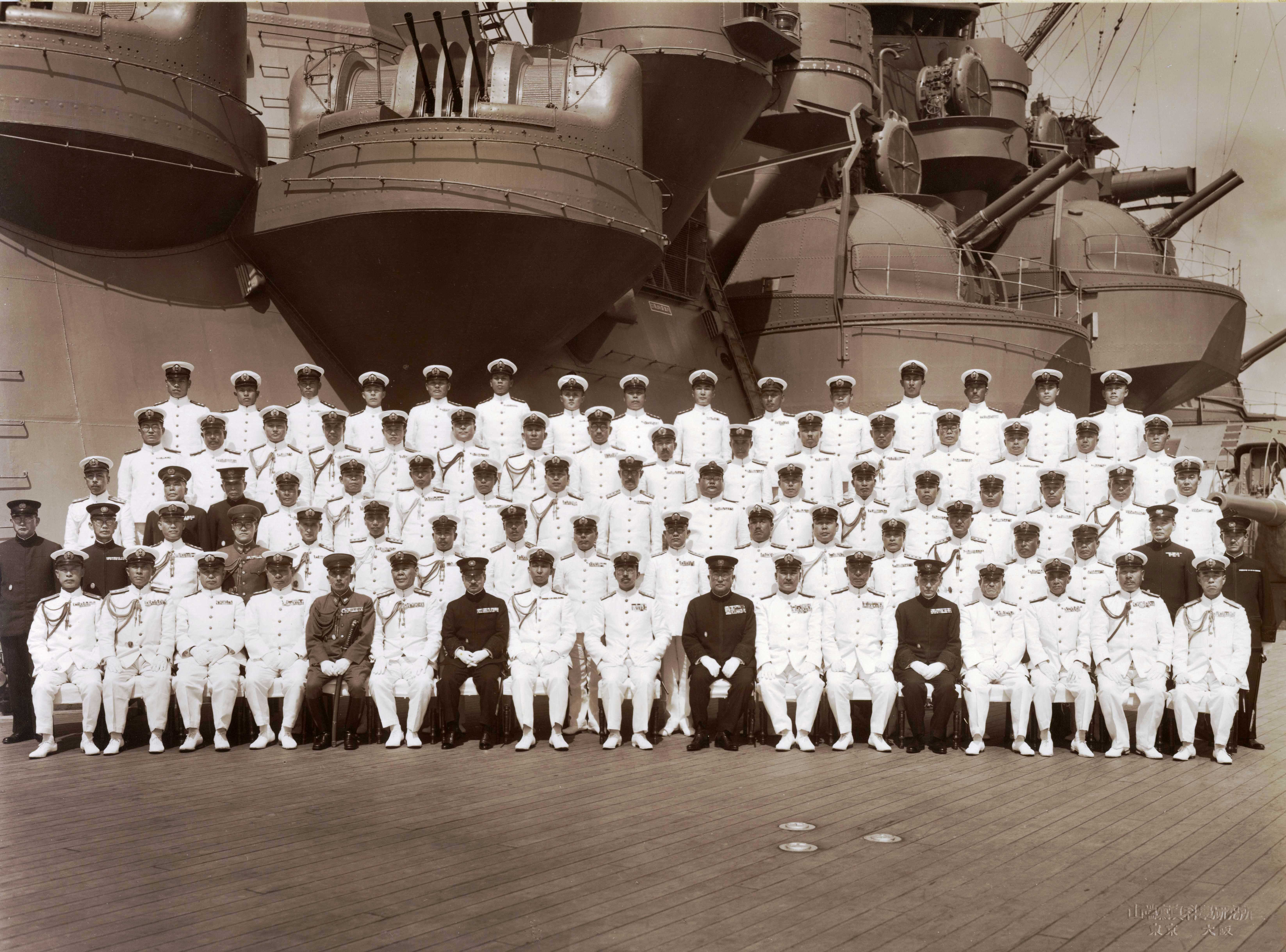
3列目右から3人目　（連合艦隊旗艦　戦艦「武蔵」）

島村 信政（しまむら のぶまさ、1902年（明治35年）8月7日 - 1944年（昭和19年）4月1日）は、日本の海軍軍人。最終階級は海軍中佐。殉職後は海軍大佐。

## 略歴
長野県東筑摩郡島内村（現松本市）出身。旧制松本中学（現・長野県松本深志高等学校）、海軍兵学校卒（51期）。兵学校では高松宮宣仁親王の「学友」を命じられる。少尉候補生から海軍砲術学校、「古鷹」、「榛名」、横須賀鎮守府、「厳島」、「響」、「大鯨」、第二艦隊司令部などに配属された。
太平洋戦争開戦（1941年）時、連合艦隊旗艦「長門」司令部の真珠湾攻撃作戦指揮に気象担当として従事した。のちに（1943年7月、8月15日付以降との説もある）古賀峯一連合艦隊司令長官のもと、トラック泊地でも旗艦「武蔵」の連合艦隊司令部幕僚（参謀・気象長）として所属した。
1944年3月31日夜（4月1日午前2時54分との説もある）、司令部が「武蔵」を離れてパラオからダバオへ向けて二式大艇で移動中、福留繁参謀長ら同乗の二番機がフィリピンのセブ島フェルナンド沖合で不時着水した際に二式大艇は大破、島村は機内にいて殉職したとされる（海軍乙事件）。墓所は千葉市営平和公園。

## エピソード
野球が趣味で、海軍のチームに捕手として参加していたという（写真参照）。

## 文献
- 吉村昭著『海軍乙事件』文藝春秋、1976年
- 『戦時報道に生きて　附「海軍乙事件」聞書』後藤基治遺稿刊行会　昭和49年11月10日印刷発行
- 熊谷直著『気象が勝敗を決めた　近現代戦に見る自然現象と戦争』光人社、2002年
- 『中部太平洋方面海軍作戦記録・GF等主要職員表』
- 『現役海軍士官名簿』（大正～昭和17年）